# Чичкан Ілля Аркадійович
Ілля Аркадійович Чичкан (нар. 29 серпня 1967, Київ) — сучасний український художник, представник Нової хвилі в українському мистецтві. 2009 року Чичкан брав участь у Венеційському бієнале, представляючи український павільйон.

## Життєпис
Народився 1967 року в Києві, де досі живе й працює. Також працює в Берліні. Онук Леоніда Чичкана — українського радянського художника-соцреаліста, з 1971 року — професора Київського художнього інституту. Батько — Аркадій Чичкан — український художник-нонконформіст, учасник легендарної «Виставки 13-ти» (1979), що була виявом пасивного опору українського живопису проти соцреалізму. Діти Іллі Чичкана: Давид і Олександра, також відомі як сучасні українські художники.

## Творчість
На сьогодні Ілля Чичкан — один з найвідоміших у світі й найдорожчих українських художників, що виставляються. Працює в різних жанрах: живопис, фотографія, інсталяція, відео.
У 1990-х рр. ім'я Чичкана було пов'язано з художнім рухом «Нова хвиля», що з'явився як український прояв мистецтва трансавангарду (один із напрямів у мистецтві раннього постмодернізму), а також як реакція на ключові зміни, які настали після перебудови.
У 1988—1989 рр. Чичкан і невелика група інших художників, зокрема Олександр Гнилицький, Максим Мамсиков, Василь Цаголов, Валерія Трубіна, Юрій Соломко, Ілля Ісупов, заснували групу під назвою «Паризька Комуна» — за назвою київської вулиці ім. Паризької комуни (зараз — вул. Михайлівська), де розташовувався знаменитий сквот, що слугував більшості з них будинком, майстернею і місцем зустрічей. Мистецтво «Паризької комуни» тих років було присвячено протесту проти бюрократичних культурних інститутів, що залишилися з радянських часів. Сквот проіснував до 1993 року.
Незважаючи на активну участь у групових виставках в Україні та за кордоном, перша персональна виставка Чичкана «Мутація Ген» відбулася лише 1993 року в Києві у виставковій залі Спілки художників.
1994 року в Києві в центрі мистецтв «Брама» відбулася друга персональна виставка — Alter Idem, що тривала лише один день, її перервав сам художник після того, як учасниці жіночого клубу, які засідали в приміщенні галереї, намагалися закрити роботи Чичкана шматками тканини.
Наприкінці 1990-х — на початку 2000-х Чичкан активно експонує свої роботи, проводячи щонайменше одну (іноді більше) персональну виставку на рік в Україні й за кордоном.
Роботи художника виставлялися в провідних галереях і музеях Європи, США і Південної Америки, а також брали участь у престижних міжнародних форумах і фестивалях сучасного мистецтва — бієнале в Сан-Паоло (1996), бієнале сучасного мистецтва в Йоганнесбурзі (1997), Празькій бієнале (2003), Белградській бієнале (2004), європейській бієнале Manifesta (2004), а також Венеційській бієнале (2009).
У 2003 році представив у Києві на виставці «Закликання Кармапи» (куратор — Євген Мінко) роботу «Воно», що 2008 року встановила рекорд як найдорожча картина сучасного українського художника.
2009 року Чичкан представляв Україну на 53-й міжнародній Венеційській бієнале сучасного мистецтва — найстарішому і найпрестижнішому з усіх світових артфорумів, участь в якому традиційно вважається одним з найвищих досягнень у кар'єрі художника або куратора. Спільно з японським художником Міхаро Ясухіро Чичкан підготував проект «Степи мрійників» — тотальну мультимедійну інсталяцію (музика, відео, перформанс) у старовинному Палаццо Пападопполі (Венеція). Частиною цього артпроєкту стало залучення знаменитого українського боксера Володимира Кличка в ролі куратора.
Вартість робіт Іллі Чичкана за даними аукціонних продажів:
2009 Phillips de Pury. «З життя комах». Полотно, олія, 190 х 160 см — 15 000 фунтів стерлінгів;
2009 Phillips de Pury. «Куратор-Важкоатлет». Фотографія, 122,7 х 150 см — 5 000 фунтів стерлінгів;
2008, Phillips de Pury. «Воно». Полотно, олія, 190 х 160 см — 40 000 фунтів стерлінгів.
2008 року роботу Іллі Чичкана «It» продано на аукціоні Phillips de Pury за рекордну для українського артринку суму $ 70 тис.
Живе і працює в Києві та Берліні.